# The Breeze: An Appreciation of JJ Cale
Albums de Eric Clapton & Friends
Old Sock
(2013) Forever Man
(2015)
The Breeze: An Appreciation of JJ Cale est un album collaboratif d'Eric Clapton et d'autres musiciens. Il est constitué de reprises de chansons de J. J. Cale, mort l'année précédente. Le titre est tiré d'un single de Cale sorti en 1972, Call Me the Breeze. L'album est produit par Clapton et Simon Climie. Parmi les participants, on trouve Tom Petty, Mark Knopfler, Willie Nelson et John Mayer.

## Liste des pistes
Tous les titres sont de J.J. Cale sauf mention contraire
| No  | Titre                                                          | Vocals                      | Durée |
| --- | -------------------------------------------------------------- | --------------------------- | ----- |
| 1.  | Call Me the Breeze                                             | Eric Clapton                | 3:07  |
| 2.  | Rock and Roll Records                                          | Clapton & Tom Petty         | 2:19  |
| 3.  | Someday (Cale, Walt Richmond)                                  | Mark Knopfler               | 3:48  |
| 4.  | Lies                                                           | Clapton & John Mayer        | 3:07  |
| 5.  | Sensitive Kind                                                 | Don White                   | 5:17  |
| 6.  | Cajun Moon                                                     | Clapton                     | 2:28  |
| 7.  | Magnolia                                                       | Mayer                       | 3:42  |
| 8.  | I Got the Same Old Blues                                       | Petty & Clapton             | 3:03  |
| 9.  | Songbird                                                       | Willie Nelson & Clapton     | 2:56  |
| 10. | Since You Said Goodbye                                         | Clapton                     | 3:01  |
| 11. | I'll Be There (If You Ever Want Me) (Ray Price, Rusty Gabbard) | White & Clapton             | 2:37  |
| 12. | The Old Man and Me                                             | Petty                       | 2:56  |
| 13. | Train to Nowhere                                               | Knopfler, White & Clapton   | 4:51  |
| 14. | Starbound                                                      | Nelson                      | 2:03  |
| 15. | Don't Wait (Cale, Christine Lakeland)                          | Clapton & Mayer             | 2:47  |
| 16. | Crying Eyes                                                    | Clapton, Christine Lakeland | 3:31  |

## Musiciens
- Eric Clapton – chant sur (1, 2, 4, 6-11, 13, 15, 16), guitares (1-16), dobro (11)
- Tom Petty – chant (2, 8, 12)
- Mark Knopfler – guitare (3. 13), chant (3. 13)
- John Mayer – guitare (4, 7. 15), chant (4, 7)
- Willie Nelson – guitare (9, 14), chant (9, 14)
- Don White – guitare (3, 5. 13), chant (5, 11, 13)
- Reggie Young – guitare (2, 6, 8)
- Derek Trucks – guitare (14. 16)
- Albert Lee – guitare (1, 11)
- David Lindley – guitare (9, 16)
- Don Preston – guitare (3, 13)
- Christine Lakeland – guitare (3), chant (16)
- Mike Campbell – guitare
- Doyle Bramhall II – guitare (10)
- Nathan East – basse (1-15)
- Simon Climie – piano électrique Wurlitzer, orgue Hammond, piano, batterie électronique, percussion, chœurs (9)
- Walt Richmond – piano électrique Wurlitzer, orgue Hammond, piano
- Greg Leisz – guitare pedal steel (12, 14)
- Mickey Raphael – harmonica (3, 9. 14)
- Jimmy Markham – harmonica (13)
- Michelle John – chœurs (4, 5, 9, 13)
- Sharon White – chœurs (4, 5, 9, 13)
- Satnam Ramgotra – tablas
- Jim Keltner – batterie
- James Cruce – batterie
- Jim Karstein – batterie
- David Teegarden – batterie

### Production
- Producteurs – Eric Clapton et Simon Climie
- Production supplémentaire sur les chansons 9 et 14 – Buddy Cannon
- Enregistré par Alan Douglas
- Ingénieurs additionnels – Tony Castle, Bobby Tis et Ryan Ulyate.
- Assistants adjoints – Jacob Dennis, Joe Kearns, Tim Marchiafava, Derek Parnell et Wendy Seidman.
- Mixé par Simon Climie
- Masterisé par Bob Ludwig chez Gateway Mastering (Portland, ME).
- Coordonnatrice de séance – Debbie Johnson
- Direction artistique et conception – Catherine Roylance
- Photo de la jaquette – Michael Putland
- Illustration de la jaquette – Yoshiyuki Sadamoto
- Gestion de la presse – Kristen Foster

## Classements
| Chart (2014)                              | Position |
| ----------------------------------------- | -------- |
| Australie (ARIA)                          | 28       |
| Autriche (Ö3 Austria)                     | 82       |
| Belgique (Ultratop Flandres)              | 107      |
| Belgique (Ultratop Wallonie)              | 102      |
| Danemark (Hitlisten)                      | 28       |
| Pays-Bas (MegaCharts)                     | 19       |
| Allemagne (Offizielle Top 100)            | 61       |
| Norvège (VG-lista)                        | 60       |
| Suisse (Schweizer Hitparade)              | 59       |
| Royaume-Uni (OCC)                         | 123      |
| États-Unis Billboard 200                  | 117      |
| États-Unis Independent Albums (Billboard) | 11       |
| États-Unis Top Rock Albums (Billboard)    | 23       |